# 樂華夜市
樂華夜市位於台灣新北市永和區，是中永和地區的知名夜市。主要部分位於永平路，一個出口在為中山路口，另一個出口為永和路口；另外還包括保福路一段自永平路口至保平路口的路段（樂華商圈商店街）。該地區白天僅有一個小型菜市場，每到黃昏則有許多攤販及人潮湧入，為永和的重要商圈。
樂華夜市有許多台灣道地的小吃，像是米糕、天婦羅、蚵仔煎、蝦仁肉羹和剉冰。這裡的小吃通常以現做的方式提供。此外，還有許多的服飾、小型的娛樂商店、錢櫃KTV、許多雜貨店、好幾家便利商店和連鎖店。但這裡十分擁擠，特別是每個星期五、星期六和星期日。幾乎所有的商店都營業到午夜。

## 歷史
樂華夜市興起於1970年代，永和路一側的入口旁原本有一家樂華戲院（現已改建為錢櫃KTV），夜市因而得名。最初夜市範圍僅限於永平路自永和路口至保福路一段路口，再轉至保福路一段頭，大略呈L形。1980年代，沿著永平路逐步向西沿伸至保平路18巷口。
1998年底，台北捷運中和新蘆線（中和線）通車後，因距離捷運頂溪站甚近，夜市發展更為快速，因而沿伸到中山路口，形成現有的規模。
2021年5月15日，因為新冠肺炎疫情擴大，宣布從17日至23日暫停營業。

## 營運
樂華夜市的商家種類極多，其中永平路地段的業者較為多樣化，有皮件、服飾、美食商店及各式台灣小吃等；而保福路地段則幾乎完全是服飾店。
樂華夜市內的商店與攤販，主要之營業時間約為下午5點至凌晨1點。然過了凌晨1點以後，靠近錢櫃KTV一側（永平路、永和路交叉口）之小吃攤販仍有營業，部分甚至持續營業至早上。

## 和鄰近住戶的爭議
樂華夜市在2013年2月獲得新北市府合法許可，但因為夜市造成的噪音、油煙以及人潮影響周圍住戶，住戶聯名提出訴願，後來因為區公所未召開里民說明會也沒獲6成居民同意，台北高等行政法院撤銷樂華夜市的營業許可。不過因為夜市歷史相當久，部份住戶甚至在有夜市後才搬入，因此上述的訴願也在網路上有些爭議。

## 周邊
- 錢櫃KTV新北永和店
- 寶雅生活館永和中山店
- 比漾廣場
- 永平高中
- 仁愛公園
- 捷運頂溪站
- 萬大線捷運永和永平國小站（施工中）